# モンテカルロ・ベイビー
『モンテカルロ・ベイビー』（原題：Monte Carlo Baby）は、1951年に撮影され、1952年に公開されたイギリス・フランス共同製作の音楽コメディ映画。オードリー・ヘプバーンが脇役で出演している。『モンテカルロへ行こう』の英語版。日本未公開。

## 概要
英語とフランス語の二か国語で製作されるため、言葉の問題があり、キャストはフランス語版『モンテカルロへ行こう』とは変更になっている。オードリー・ヘプバーンは英語もフランス語も出来たので、両方でキャスティングされた。ただし役名は違う。上映時間も英語版とフランス語版では大きく違う。
英国では1952年に公開されたが、アメリカではヘプバーンが『ローマの休日』で大スターになるまで配給権が売れなかった。1954年5月にプロデューサーのコリアー・ヤング (Collier Young) と妻のアイダ・ルピノがアメリカ配給権を買って、数館のアート・シアターで公開した。アメリカのポスターのクレジットではオードリー・ヘプバーンがジュールス・マンシンやカーラ・ウィリアムズを凌ぐスターとしてトップにクレジットされている。しかしアメリカの観客は、これほどの新しい大スターが、こんな端役を演じている理由が理解できず、狐につままれたような気分であったという。
オードリー・ヘプバーンがこの作品の撮影中にガブリエル・コレットに見出されて、ブロードウェイの舞台『ジジ』の主役に抜擢された。
この英語バージョンはフランス語バージョンよりも有名な俳優が出ているが、未だに世界でビデオ・DVD・Blu-rayなどは発売されていない。
また日本未公開のままであるが、『ローマの休日』の大当たりのあとにアメリカで封切られた関係で、英語版の『モンテカルロ・ベイビー』は駐留軍が接収中のオクタゴンシアター（のちの横浜松竹映画劇場）で1日だけ上映されている。映画評論家の日野康一が見せてもらうことが出来たと書き記している。

## キャスト
- リンダ・ファレル：オードリー・ヘプバーン
- アントワーヌ：ジュールス・マンシン
- ジャクリーン：ミシェル・ファーマー（グロリア・スワンソンの娘）
- マリネット：カーラ・ウィリアムズ
- フィリップ：フィリップ・ルメール (Philippe Lemaire)
- マックス：ラッセル・コリンズ
- リンダのマネージャー：マルセル・ダリオ
- レイ・ヴァンチュラ(Ray Ventura) とその楽団

## エピソード
フランス語版『モンテカルロへ行こう』参照。

## 批評
- “本来スターであるはずのオードリー…彼女は赤ん坊の本当の母親役を演じているが、これは大した役ではない。赤ん坊は面白くもない大人のジョークに付き合わされて迷惑そうにしている”＜英国：マンスリー・フィルム・ブレディン (The Monthly Film Bulletin) 誌＞[2]
- “オードリーは映画スターの役で時々スクリーンに登場する。これは実際には彼女がスターになる前に作られた映画である。しかしこの枯れ果てた平凡な作品の中でも、彼女は非常に光っていて驚かされる。『モンテカルロ・ベイビー』を救ったのは彼女である。”＜アメリカ：ニューヨーク・タイムズ紙＞[2][3]